# Sneppemeersen
De Sneppemeersen zijn een natuurgebied in de Oost-Vlaamse stad Gent, even ten zuiden van het nabijgelegen recreatiegebied Blaarmeersen. 
Het gebied is ruim 8,5 hectare groot, en wordt in het noorden begrensd door de spoorlijn 50A, in het oosten en zuiden door een kanaal tussen de Leie en de ringvaart, en in het westen door de binnenring om Gent. De naam zou afgeleid zijn van “snep”, de Gentse benaming van de watersnip, een vogel die in het gebied thuishoort.
De Sneppemeersen zijn een klein en kwetsbaar, maar waardevol natuurgebied: daarom blijft het ontoegankelijk voor recreatie. Er ligt wel een wandelpad aan de rand van het gebied, en het rustpunt aan de heringerichte vijver biedt de bezoeker een mooi uitzicht over de meersen. Rondom het gebied lopen enkele fietsroutes. De Vlaamse Landmaatschappij (VLM) voerde in 2023 natuurinrichtingswerken uit in opdracht van spoorwegbeheerder Infrabel. Natuurpunt Gent zal instaan voor het beheer van het gebied.